# Ayegui
Ayegui (spanska) eller Aiegi (baskiska), officiellt Ayegui/Aiegi, är en kommun i Spanien.   Den ligger i provinsen och regionen Navarra, i den nordöstra delen av landet, 280 km nordost om huvudstaden Madrid. Antalet invånare är 2 026.